# إليزابيث أنسكوم
چيترود إليزابيث مارچريت أنسكوم (بالإنجليزية: G. E. M. Anscombe) (ويلفظ اسمها /ˈænskoʊm/18، ولدت 18 مارس 1919 - توفيت 5 يناير 2001) وتُدعى عادةً اختصارًا لاسمها بالإنجليزية جي. إي. إم أنسكوم هي فيلسوفة تحليلية بريطانية. كانت أنسكوم تلميذة الفيلسوف النمساوي لودڤيغ فيتغنشتاين، ثم أضحت هي المسؤولة عن عمله، وترجمت وحررت العديد من الكتب المستمدة من كتاباته، وقبل كل شيء كتابه «تحقيقات فلسفية». تمحورت أبرز اسهاماتها في ما كتبته في فلسفة العقل، وفلسفة الفعل، والمنطق الفلسفي، وفلسفة اللغة، والأخلاقيات. ويقدم مقال أنسكوم (الفلسفة الأخلاقية الحديثة 1958) مصطلح العواقبية، إلى لغة الفلسفة التحليلية، والذي كان له تأثير أساسي على أخلاقيات الفضيلة المعاصرة. وتؤخذ دراستها العلمية لموضوع (القصدية) بشكل عام، بوصفها أعظم وأكثر أعمالها تأثيرًا، وتعبيرًا عن استمرار الاهتمام الفلسفي بمفاهيم القصدية والفعل والعقل العملي، ويمكن القول أنها استمدت مكانتها الرئيسية من هذا العمل.

## حياتها
درست إليزابيث أنسكوم في كلية سانت هيو التابعة لجامعة أوكسفورد وتخرجت في العام 1941. في السنة الأولى من مرحلة دراستها الجامعية اعتنقت المذهب الكاثوليكي.
كانت أنسكوم في المرحلة التي تلت وفاة فيتغنشتاين في العام 1951، إلى جانب كلّ من رش ريس وچيورچ هنريك فون ريچت، إحدى الأوصياء على الإرث الفلسفي لفيتغنشتاين. في هذا المنصب تولّوا مهمة تجميع ونشر العديد من الملاحظات والمخطوطات وأعمال لم تكن منشورة لفتغنشتاين والتي ترجموها إلى اللغة الإنكليزية (من بينها أيضاً تحقيقات فلسفية). عملت أنسكوم بين عامي 1970 و1986 كأستاذة جامعية في قسم الفلسفة بجامعة كامبريدج، كما تم قبولها في العام 1979 في الأكاديمية الأمريكية للفنون والعلوم.
تزوجّت أنسكوم من بيتر چيتش، الذي تواصل هو الآخر من خلالها مع فيتغنشتاين وتأثر بأفكاره الفلسفية. عمل چيتش كأستاذ جامعي للفلسفة والمنطق. أنجب الزوجان ثلاثة أبناء وأربع بنات، وتحوّل، تماماً كزوجته، إلى المذهب الكاثوليكي.
من المعروف عن أنسكوم معارضتها العنيدة للإجهاض. حتى قبل صدور المنشور البابوي المعروف باسم (عن النظام الحقّ لتوالي) حياة البشر Humanae Vitae كانت مجادلتها شديدة ضد سياسة تحديد النسل.

## أعمالها

### حول فيتغنشتاين
بعض أكثر أعمال أنسكوم التي يُستشهد بها بشكل متكرر، هي عبارة عن ترجمات وتحرير وشروحات على عمل أستاذها لودفيغ فيتغنشتاين، بما في ذلك التفسير المؤثر لكتاب فيتغنشتاين رسالة منطقية فلسفية 1921. وقد أظهر ذلك أهمية جوتلوب فريجه بالنسبة لفكر فيتغنشتاين، وبناء على هذا الأساس وبشكل جزئي، هوجمت تفسيرات الوضعانية المنطقية لكتاب فيتغنشتاين. وشاركت مع رش ريس في تحرير كتابه الثاني بعد وفاته، أي تحقيقات فلسفية 1953. وظهرت ترجمتها الإنجليزية بالتزامن مع ظهور الكتاب وظلت هي الترجمة المعيارية. استمرت في تحرير أو المشاركة في تحرير العديد من المجلدات المختارة من دفاتر ملاحظاته، وشاركت في ترجمة العديد من الأعمال الهامة مثل، ملاحظات حول أسس الرياضيات 1956، ومناقشة فتجنشتين الدائمة لإبستمولوجيا جورج إدوارد مور، وكتابه حول اليقين 1969. ومُنحت أنسكوم في عام 1978 وسام الشرف النمساوي للعلوم والفنون من الدرجة الأولي، لعملها في كتابات فيتغنشتاين.

### القصدية
يُعد عملها الأكثر أهمية هو دراستها العلمية لموضوع (القصدية 1957). ونُشرت ثلاثة مجلدات من الأعمال الكاملة في عام 1981: من بارمنيدس إلى فيتغنشتاين، والميتافيزيقا وفلسفة العقل، والأخلاقيات والدين والسياسة. وظهر مجلد آخر في عام 2005 بعد موتها بعنوان: الحياة البشرية والفعل والإرادة. وكان هدف كتاب (القصدية 1957) هو استكشاف طبيعة الإرادة والفعل البشري، وقد اتخذت أنسكوم من مفهوم القصدية مدخلًا لهذا الغرض.

### الأخلاقيات
قدمت أنسكوم مساهمات كبيرة في فلسفة الأخلاق بالإضافة غلى الميتافيزيقا. فيعود إليها الفضل في وضع مصطلح عواقبية. كتبت أنسكوم في مقالها بعنوان «الفلسفة الأخلاقية الحديثة» عام 1958: 
إن إنكار أي تمييز بين العواقب المتوقعة والعواقب المقصودة، بقدر ما يتعلق الأمر بالمسئولية، لم يأخذه سدجويك في تطوير أي منهج أخلاقي واحد؛ إذ أنه قام بهذه الخطوة المهمة نيابة عن الجميع ووفقًا لحسابه الخاص فقط؛ وأعتقد أنه من المعقول اقتراح أن تلك الخطوة من جانب سدجويك، تشرح الاختلاف بين مذهب النفعية التقليدي وبين ما أسميه بالعواقبية، وذلك ما يمزيه هو وكل فيلسوف أخلاقي في الأكاديميا الإنجليزية منذ عصره.
يُنسب إلى مقالها، الفلسفة الأخلاقية الحدية، إحياء الاهتمام بدراسة أخلاقيات الفضيلة في الفلسفة الغربية الأكاديمية.

## آراء حول كتاباتها
تقول الفيلسوفة كانديس فوجلر إن نقاط قوة أنسكوم، تكمن في أنها عندما تكتب لقراء كاثوليك، فإنها تفترض اشتراكهم في معتقدات أساسية معينة؛ لكنها على نفس القدر من الاستعداد للكتابة لأشخاص لا يشاركونها نفس الافتراضات. وكتب الفيلسوف روجر سكروتن أن أنسكوم ربما تكون آخر أعظم الفلاسفة الذين كتبوا بالإنجليزية. ووصفتها ماري وارنوك بأنها عملاقة لا شك فيها بين الفلاسفة من النساء، بينما قال عنها جون هالدان، بأن لديها أطروحة متميزة بالتأكيد، مما يجعلها «أعظم الفلاسفة النساء الذين نعرفهم».